# 肇庆体育中心
肇庆体育中心，是一座位于广东省肇庆市的大型体育场馆，建成于1994年，是肇庆市为承办广东省第九届运动会开幕式和部分比赛项目而建，预算总投资1.2亿元，占地349亩，2015年6月，因承接2018年广东省第十五届运动会，肇庆市政府投入5.56亿元进行全面升级改造，2018年2月11日重新投入使用。

## 设施

### 体育场
分为主场及副场，主场建筑面积29135平方米，拥有座位25000个，专业标准400米塑胶跑道和天然足球草皮，建成以来已成功举办多届全国田径大奖赛等国家级赛事，副场设有400米跑道和人工草足球场。

### 体育馆
建筑面积7400平方米，座位3220个（固定座位2654个、移动座椅566个），可举办篮球、排球、羽毛球、乒乓球等体育赛事和小型演艺、展销类活动。

### 游泳场
建筑面积5400平方米，拥有座位2500个，设有一个标准50米室外游泳池和一个25米室内恒温训练池。

### 综合训练馆
位于体育中心南面，包括两个羽毛球馆、一个乒乓球馆和门球场。其中，羽风羽毛球馆于2002年投入使用，设有7个羽毛球场以及举重、柔道和体能训练房。骄阳羽毛球馆于2009年底竣工，占地1530平方米，建筑面积1951平方米，馆内设有9片羽毛球场、2个壁球场。乒乓球馆于2015年4月竣工，占地486平方米，建筑面积1482平方米。

### 户外运动设施
包括8片室外标准网球场、6片室外篮球场、16张室外乒乓球台和健身广场。

### 市体校训练馆
包括占地1211平方米的青少年体育综合训练馆以及高4层的体育综合训练馆，由肇庆市体育学校教学与训练使用。